# Голоморфна функція
Голомо́рфна фу́нкція — комплексна функція, визначена на відкритій підмножині комплексної площини {\displaystyle \mathbb {C} }, що має комплексну похідну в кожній точці цієї множини. Голоморфність функції є досить сильною умовою. На відміну від випадку дійсних функцій, голоморфність означає, що функція є нескінченно диференційовною і рівна сумі свого ряду Тейлора в околі кожної точки.
В комплексному аналізі голоморфні функції також називають аналітичними і обидва терміни використовуються в літературі як синоніми. Проте поняття аналітичних функцій має зміст і для функцій дійсних змінних. Факт, що для комплексних функцій комплексної змінної множини голоморфних та аналітичних функцій є рівними є одним із головних результатів комплексного аналізу.

## Означення
Існує кілька рівнозначних способів означення голоморфних функцій, кожен з яких є дуже важливим у їх теорії і відіграв важливу роль в історії комплексного аналізу.

### Через диференційовність функції
Нехай {\displaystyle z=x+iy} позначає змінну комплексну величину, а {\displaystyle x,y} відповідно її дійсна і уявна складові. Тоді комплексну функцію комплексної змінної можна записати як {\displaystyle f(z)=f(x+iy)=u(x+iy)+iv(x+iy).}Тобто задання комплексної функції комплексної змінної рівнозначне заданню двох дійсних функцій двох дійсних аргументів. Подібна рівнозначність дає два можливих узагальнення поняття диференційовності на функції комплексної змінної.
Функцію {\displaystyle f} визначену в деякому околі точки {\displaystyle z_{0}\in \mathbb {C} } називають комплексно диференційовною в точці {\displaystyle z_{0}}, якщо існує границя:
{\displaystyle f'(z_{0})=\lim _{z\to z_{0}}{\frac {f(z)-f(z_{0})}{z-z_{0}}}.}
У цьому виразі границя береться по всіх послідовностях комплексних чисел, що сходяться до {\displaystyle z_{0}}. Для всіх таких послідовностей даний вираз має сходитися до одного і того ж комплексного числа {\displaystyle f'(z_{0}).} Дане визначення є природним узагальненням похідної дійсної функції.
Якщо ж розглядати функцію, як функцію двох дійсних змінних {\displaystyle f(x+iy),} то можна визначити дійсний диференціал функції як:
{\displaystyle df={\partial f \over \partial x}dx+{\partial f \over \partial y}dy,\;} де {\displaystyle {\partial f \over \partial x}={\partial u \over \partial x}+i{\partial v \over \partial x},\;{\partial f \over \partial y}={\partial u \over \partial y}+i{\partial v \over \partial y}.}
Функція, що є комплексно диференційовною в точці {\displaystyle z_{0}}, є в ній дійсно диференційовною. Натомість дійсно диференційовна функція є комплексно диференційовною якщо її часткові похідні задовольняють умови Коші — Рімана:
{\displaystyle {\frac {\partial u}{\partial x}}={\frac {\partial v}{\partial y}};\quad {\frac {\partial u}{\partial y}}=-{\frac {\partial v}{\partial x}}.}
Якщо визначити диференціальні оператори  {\displaystyle {\frac {\partial }{\partial z}}={1 \over 2}\left({\frac {\partial }{\partial x}}-i{\frac {\partial }{\partial y}}\right),} {\displaystyle {\frac {\partial }{\partial {\bar {z}}}}={1 \over 2}\left({\frac {\partial }{\partial x}}+i{\frac {\partial }{\partial y}}\right),} то умови Коші — Рімана можна переписати як {\displaystyle {\frac {\partial f}{\partial {\bar {z}}}}=0.}
Функція називається голоморфною в точці {\displaystyle z_{0}} якщо вона є комплексно диференційовною в усіх точках деякого околу точки {\displaystyle z_{0}}, тобто для якої існує визначена вище комплексна границя або, еквівалентно, функція є дійсно диференційовною і задовольняє умови Коші — Рімана. Функція називається голоморфною в множині {\displaystyle U} якщо вона є голоморфною в кожній точці деякої відкритої множини {\displaystyle V} для якої {\displaystyle U\subset V.}

#### Зауваження
- Для областей (відкритих зв'язаних множин) голоморфність на множині еквівалентна комплексній диференційовності в усіх точках області. Для загальних множин це не так; наприклад голоморфність в точці є сильнішою умовою, ніж комплексна диференційовність в точці. Прикладом може бути функція {\displaystyle f(z)=z{\bar {z}},} яка є диференційовною але не голоморфною в точці 0.
- Існування часткових похідних {\displaystyle {\frac {\partial u}{\partial x}},{\frac {\partial v}{\partial y}},{\frac {\partial u}{\partial y}},{\frac {\partial v}{\partial x}}} і виконання умов Коші — Рімана не є достатньою умовою комплексної диференційовності. Прикладом може бути функція

{\displaystyle f(z)={\begin{cases}{\frac {({\bar {z}})^{2}}{z}},&z\not =0\\0,&z=0\end{cases}}.}
В точці {\displaystyle z=0} часткові похідні по дійсних змінних існують і рівні {\displaystyle {\frac {\partial f}{\partial x}}(0,0)=1,\;\;{\frac {\partial f}{\partial y}}(0,0)=i,} тобто умови Коші — Рімана в цій точці виконуються. Натомість комплексна похідна {\displaystyle f'(0)} не є визначеною. Дійсно, якщо у означенні похідної прямувати до точки {\displaystyle 0} по множині дійсних чисел то границя у означенні буде рівною:
{\displaystyle \lim _{x\to 0}{\frac {f(x+i0)-f(0)}{x}}=\lim _{x\to 0}{\frac {({\bar {x}})^{2}/x-0}{x}}=1.}
Натомість, якщо прямувати по прямій {\displaystyle x=y} то
{\displaystyle \lim _{x+ix\to 0}{\frac {f(x+ix)-f(0)}{x+ix}}=\lim _{x+ix\to 0}{\frac {x^{2}{\overline {(1+i)^{2}}}}{x^{2}(1+i)^{2}}}={\frac {-2i}{2i}}=-1.}
- Іншим прикладом до попереднього зауваження є функція

{\displaystyle f(z)={\begin{cases}e^{-1/z^{4}},&z\not =0\\0,&z=0\end{cases}}.}
Для неї всі часткові похідні в точці {\displaystyle z=0} існують і рівні нулю, тобто задовольняють умови Коші — Рімана але в цій точці функція навіть не є неперервною.
- Натомість згідно теореми Лумана — Меньшова, якщо у деякій відкритій підмножині комплексної площини функція є неперервною, часткові похідні існують у кожній точці і всюди задовольняються умови Коші — Рімана, то функція є голоморфною у кожній точці множини.

### Через степеневі ряди
Функція {\displaystyle f(z)} комплексної змінної називається голоморфною в точці {\displaystyle z_{0}\in \mathbb {C} } якщо існує деякий окіл точки {\displaystyle z_{0}} в якому дана функція рівна сумі степеневого ряду (який називається рядом Тейлора функції у точці {\displaystyle z_{0}}):
{\displaystyle f(z)=\sum _{n=0}^{\infty }c_{n}(z-z_{0})^{n}}.
Функція називається голоморфною в множині {\displaystyle U} якщо вона є голоморфною в кожній точці деякої відкритої множини {\displaystyle V} для якої {\displaystyle U\subset V.}
Еквівалентність двох означень є однією з найважливіших властивостей голоморфних функцій.

## Приклади

### Цілі функції
Функція, що є голоморфною в усій множині {\displaystyle \mathbb {C} } називається цілою функцією. Цілі функції є сумами свого ряду Тейлора в будь-якій точці (цей ряд завжди буде збіжним на всій комплексній площині). Прикладами цілих функцій є:
- Многочлени {\displaystyle \textstyle z\mapsto \sum _{j=0}^{n}a_{j}z^{j}} де коефіцієнти {\displaystyle a_{j}\in \mathbb {C} }. Ціла функція є многочленом тоді і тільки тоді коли її ряд Тейлора має скінченну кількість доданків. Окремими випадками є константи, лінійні функції, квадратичні функції.
- Експонента {\displaystyle \exp(z)} для якої ряд Тейлора має вигляд: {\displaystyle e^{z}=\sum _{n=0}^{\infty }{z^{n} \over n!}=1+z+{z^{2} \over 2!}+{z^{3} \over 3!}+{z^{4} \over 4!}+\cdots .}
- Тригонометричні функції {\displaystyle \sin } і {\displaystyle \cos }
  - {\displaystyle \sin z=z-{\frac {z^{3}}{3!}}+{\frac {z^{5}}{5!}}-{\frac {z^{7}}{7!}}+\cdots =\sum _{n=0}^{\infty }{\frac {(-1)^{n}z^{2n+1}}{(2n+1)!}}}
  - {\displaystyle \cos z=1-{\frac {z^{2}}{2!}}+{\frac {z^{4}}{4!}}-{\frac {z^{6}}{6!}}+\cdots =\sum _{n=0}^{\infty }{\frac {(-1)^{n}z^{2n}}{(2n)!}}}
- Гіперболічні функції {\displaystyle \operatorname {sh} } і {\displaystyle \operatorname {ch} }
  - {\displaystyle \operatorname {sh} z=z+{\frac {z^{3}}{3!}}+{\frac {z^{5}}{5!}}+{\frac {z^{7}}{7!}}+\ldots =\sum _{n=0}^{\infty }{\frac {z^{2n+1}}{(2n+1)!}}}
  - {\displaystyle \operatorname {ch} z=1+{\frac {z^{2}}{2!}}+{\frac {z^{4}}{4!}}+{\frac {z^{6}}{6!}}+\ldots =\sum _{n=0}^{\infty }{\frac {z^{2n}}{(2n)!}}}

### Функції, що є голоморфними не на всій комплексній площині
- Раціональні функції є голоморфними на всій множині комплексних чисел за винятком скінченної множини (специфічної для кожної окремої раціональної функції), в якій функція має полюс.
- Логарифмічна функція {\displaystyle \log } на множині {\displaystyle \mathbb {C} \setminus {]{-}\infty ,0]}} буде голоморфною, якщо з нескінченної множини можливих значень в кожній точці вибрати єдине так щоб функція була неперервною. Щоб вирішити проблему з багатозначністю потрібно розглядати аналітичні продовження і багатозначні функції або поверхні Рімана.

### Ніде не голоморфні функції
Прикладами функцій, що не є голоморфними в жодній точці є:
- Абсолютна величина {\displaystyle z\mapsto |z|}
- Дійсна частина комплексного числа {\displaystyle z\mapsto \mathrm {Re} (z)} і уявна частина комплексного числа {\displaystyle z\mapsto \mathrm {Im} (z)}.
- Комплексне спряження {\displaystyle z\mapsto {\overline {z}}}

## Властивості
- Якщо функції {\displaystyle f,g} є голоморфними у множині {\displaystyle U}, то і функції  {\displaystyle f+g,\;fg,\;cf\;\;(c\in \mathbb {C} )} є голоморфними в {\displaystyle U}. Якщо також{\displaystyle g(z)\not =0,\;\forall z\in U,} то функція {\displaystyle f/g} теж є голоморфною в {\displaystyle U}. Якщо {\displaystyle U,V\subset \mathbb {C} } — дві множини, {\displaystyle f,g} є голоморфними відповідно в {\displaystyle U,V} і також {\displaystyle f(U)\subset V} то композиція {\displaystyle g\circ f} є голоморфною в {\displaystyle U}.
- Похідна голоморфної функції є теж голоморфною, тому голоморфні функції є нескінченно диференційовними у своїй області визначення. До того ж у записі розкладу функції як суми степеневого ряду коефіцієнти ряду рівні {\displaystyle c_{k}={\frac {f^{(k)}(a)}{k!}},} тобто ряд є рядом Тейлора даної функції.
- Принцип максимуму модуля. Якщо абсолютна величина голоморфної функції досягає локального максимуму у внутрішній точці своєї області визначення, то вона постійна (вважається, що область визначення зв'язна).
- Теорема про рівність. Якщо функції {\displaystyle f,g} є голоморфними в області {\displaystyle U} і множина точок в яких ці функції рівні: {\displaystyle \{z\in U:f(z)=g(z)\}} має граничну точку, то функції тотожно рівні на множині {\displaystyle U}. Зокрема голоморфні функції, що рівні на якомусь відрізку чи прямій (наприклад на дійсній прямій) рівні всюди де вони обидві визначені. Ще одним наслідком є те, що всі нулі голоморфної функції є ізольованими і для кожного нуля {\displaystyle z_{0}} існує окіл {\displaystyle U} в якому функція може бути записана як {\displaystyle f(z)=(z-z_{0})^{k}h(z),} де k — натуральне число, що називається порядком нуля в точці {\displaystyle z_{0}}, а {\displaystyle h(z)} — голоморфна функція, що не рівна 0 в {\displaystyle U}.
- Якщо {\displaystyle f(z)=f(x+iy)=u(x+iy)+iv(x+iy)}є голоморфною функцією, то дійсні функції {\displaystyle u(x,y),v(x,y)} є гармонічними, тобто задовольняють рівняння Лапласа: {\displaystyle \Delta u={\frac {\partial ^{2}u}{\partial x^{2}}}+{\frac {\partial ^{2}u}{\partial y^{2}}}=0;\;\;\Delta v={\frac {\partial ^{2}v}{\partial x^{2}}}+{\frac {\partial ^{2}v}{\partial y^{2}}}=0.}
- Нехай {\displaystyle f_{j}(z):U\to \mathbb {C} } є послідовністю функцій, що є голоморфними у відкритій множині {\displaystyle U}. Нехай {\displaystyle f(z):U\to \mathbb {C} } — функція для якої для будь-якої компактної підмножини {\displaystyle E\subset U}, функції {\displaystyle f_{j}|_{E}} рівномірно збігаються до {\displaystyle f|_{E}.} Тоді {\displaystyle f} є голоморфною у множині {\displaystyle U}. До того ж всі похідні {\displaystyle f^{(n)}} будуть границями похідних членів послідовності {\displaystyle f_{j}^{(n)}(z)} і збіжності, знову ж. будуть рівномірними на компактних підмножинах (теорема Веєрштрасса).

### Інтегральні теореми
Одними з найважливіших результатів теорії голоморфних функцій є ряд результатів про властивості лінійних інтегралів:
- Інтегральна теорема Коші. Якщо γ є спрямлюваною простою замкнутою кривою в однозв'язній області U в якій функція f : U → C є голоморфною то для лінійного інтегралу завжди

{\displaystyle \oint _{\gamma }f(z)\,dz=0.}
- Теорема Морери є оберненим твердженням яке разом з інтегральною теоремою Коші фактично є ще одним визначенням голоморфних функцій але лише в однозв'язних областях.
- Інтегральна формула Коші. При тих же припущеннях, що і вище значення голоморфної функції в любій точці, що знаходиться в області обмеженій кривою γ повністю визначається значеннями функції на самій кривій:

{\displaystyle f(a)={\frac {1}{2\pi i}}\oint _{\gamma }{\frac {f(z)}{z-a}}\,dz.}
- Також аналогічні формули існують і для обчислення значень похідних функції в точці, що знаходиться в області обмеженій кривою γ:

{\displaystyle f^{(n)}(a)={\frac {n!}{2\pi i}}\oint _{\gamma }{\frac {f(z)}{(z-a)^{n+1}}}\,dz.}

### Особливі точки
Якщо функція {\displaystyle f(z)} не є голоморфною в точці {\displaystyle z_{0}\in \mathbb {C} }, але голоморфна в усіх інших точках деякого околу {\displaystyle U} точки {\displaystyle z_{0}}, то ця точка називається особливою. Багато властивостей функції в області голоморфності може залежати від властивостей особливої точки. 
- Так, у деякому околі особливої точки {\displaystyle z_{0}} (в якому функція є голоморфною всюди, окрім {\displaystyle z_{0}}) функція розкладається в ряд Лорана, що є узагальненням ряду Тейлора, де крім додатних можуть бути й від'ємні степені змінної.
  - Особливе значення має коефіцієнт при {\displaystyle (z-z_{0})^{-1}} у цьому  розкладі, який називається лишком. Основна теорема про лишки є узагальненням інтегральної теореми Коші на випадок, коли в області обмеженій кривою є особливі точки.
- Поведінка функції в околі особливої точки залежить від того чи є ця точка усувною, полюсом, чи суттєвою особливою точкою.
- Функція, що в деякій області є голоморфною всюди, окрім множини ізольованих точок, які є полюсами, називається мероморфною. Кожна мероморфна в області функція є часткою двох голоморфних в області функцій.

### Конформні відображення
- Образом області (відкритої зв'язаної множини) при голоморфній функції буде теж область.
- Якщо функція {\displaystyle f(z)} є голоморфною в точці {\displaystyle z_{0}\in \mathbb {C} }  і також {\displaystyle f'(z_{0})\not =0,} то відображення є конформним тобто зберігає кути.
- Якщо в області {\displaystyle U} голоморфна функція є ін'єктивною то всюди {\displaystyle f'(z)\not =0,} тобто функція визначає взаємно-однозначне конформне відображення.
- Теорема Рімана про відображення. Для довільної однозв'язної відкритої підмножини {\displaystyle U} комплексної площини {\displaystyle \mathbb {C} }, що не збігається з усією {\displaystyle \mathbb {C} }, існує бієктивне голоморфне відображення {\displaystyle f\,} із множини {\displaystyle U\,} на відкритий одиничний круг{\displaystyle D=\{z\in {\mathbb {C} }:|z|<1\}.}

### Алгебричні властивості
Нехай {\displaystyle U} є відкритою зв'язаною підмножиною комплексної площини і {\displaystyle {\mathcal {H}}(U)} позначає множину голоморфних функцій на {\displaystyle U.} Із операціями поточкового додавання і множення функцій {\displaystyle {\mathcal {H}}(U)} є комутативним кільцем. Із операцією множення на комплексні числа {\displaystyle {\mathcal {H}}(U)} є алгеброю над полем {\displaystyle \mathbb {C} .}
- Кільце {\displaystyle {\mathcal {H}}(U)} є областю цілісності (що є наслідком теореми про рівність) і навіть кільцем Безу. Проте {\displaystyle {\mathcal {H}}(U)} не є факторіальним кільцем.
- Кільце {\displaystyle {\mathcal {H}}(U)} не є нетеровим.
- Теорема Берса. Якщо {\displaystyle U,U'} є двома відкритими зв'язаними підмножинами комплексної площини, то відображення {\displaystyle F:\ {\mathcal {H}}(U')\to {\mathcal {H}}(U)} є гомоморфізмом алгебр тоді і тільки тоді, коли існує голоморфна функція {\displaystyle \varphi :\ U\to U'} така, що {\displaystyle F(f)=f\circ \varphi } для кожної функції {\displaystyle f\in {\mathcal {H}}(U').} Така функція {\displaystyle \varphi :\ U\to U'} у цьому випадку є визначеною однозначно і якщо {\displaystyle F:\ {\mathcal {H}}(U')\to {\mathcal {H}}(U)} є ізоморфізмом, то вона є голоморфним ізоморфізмом.
- Будь-які дві функції {\displaystyle f,g\in {\mathcal {H}}(U),} для яких не існує жодної точки в якій обидві функції є рівними нулю, породжують кільце {\displaystyle {\mathcal {H}}(U).}
- Нехай {\displaystyle f_{1},\ldots ,f_{n}\in {\mathcal {H}}(U).} Тоді функція {\displaystyle g\in {\mathcal {H}}(U)} належить ідеалу породженому цими функціями, якщо і тільки якщо для кожної точки {\displaystyle x\in U} росток {\displaystyle g_{x}} належить ідеалу, породженому ростками {\displaystyle f_{1,x},\ldots ,f_{n,x}.}
- Кожен скінченнопороджений ідеал у {\displaystyle {\mathcal {H}}(U)} є головним. Ідеал у {\displaystyle {\mathcal {H}}(U)} є скінченнопородженим (і тому головним) тоді і тільки тоді, коли він є замкненою підмножиною {\displaystyle {\mathcal {H}}(U)} у компактно-відкритій топології.

## Функції багатьох комплексних змінних

### Означення
Означення голоморфності переноситься і на випадок функцій багатьох комплексних змінних, тобто функцій виду {\displaystyle f:\mathbb {C} ^{n}\to \mathbb {C} :(z_{1},\ldots ,z_{n})\to f(z_{1},\ldots ,z_{n}).} Для цього випадку теж можна записати комплексні змінні через дійсні і уявні складові {\displaystyle z_{k}=x_{k}+iy_{k},} комплексну функцію через дві дійсні функції {\displaystyle f=u+iv} і ввести позначення {\displaystyle {\frac {\partial }{\partial z_{k}}}={1 \over 2}\left({\frac {\partial }{\partial x_{k}}}-i{\frac {\partial }{\partial y_{k}}}\right)} і{\displaystyle {\frac {\partial }{\partial {\bar {z}}}}={1 \over 2}\left({\frac {\partial }{\partial x_{k}}}+i{\frac {\partial }{\partial y_{k}}}\right).}
Якщо функція {\displaystyle f(z_{1},\ldots ,z_{n})} є диференційовною як функція 2n дійсних змінних {\displaystyle x_{k},y_{k},\;\;k=1,...,n} то у введених позначеннях її (дійсний) диференціал можна записати як:
{\displaystyle df=\sum _{k=1}^{n}{\partial f \over \partial z_{k}}dz_{k}+\sum _{k=1}^{n}{\partial f \over \partial {\bar {z}}_{k}}d{\bar {z}}_{k}.}
Функція {\displaystyle f(z_{1},\ldots ,z_{n})} називається комплексно диференційовною в точці, якщо насправді можна записати в цій точці {\displaystyle df=\sum _{k=1}^{n}{\partial f \over \partial z_{k}}dz_{k},} що є еквівалентним виконанню в цій точці системи Коші — Рімана:
{\displaystyle {\frac {\partial u}{\partial x_{k}}}={\frac {\partial v}{\partial y_{k}}};\quad {\frac {\partial u}{\partial y_{k}}}=-{\frac {\partial v}{\partial x_{k}}},\;\;k=1,...,n}
Функція називається голоморфною в точці якщо вона є комплексно диференційовною в околі цієї точки. Функція називається голоморфною у відкритій множині, якщо вона є голоморфною в кожній точці множини.
Як і у випадку функцій однієї змінної можна дати еквівалентне означення за допомогою збіжних степеневих рядів. Функція {\displaystyle f(z_{1},\ldots ,z_{n})} називається голоморфною в точці {\displaystyle a=(a_{1},\ldots ,a_{n})\in \mathbb {C} ^{n}}, якщо існує окіл {\displaystyle U} точки {\displaystyle a} в усіх точках якого:
{\displaystyle f(z_{1},\ldots ,z_{n})=\sum _{k_{1},\ldots ,k_{n}=0}^{\infty }c_{k_{1},\ldots ,k_{n}}(z_{1}-a_{1})^{k_{1}}\ldots (z_{n}-a_{n})^{k_{n}}.}
З теорем Хартогса і Осґуда випливає, що для голоморфності функції достатньою є її голоморфність по кожній змінній при фіксованих інших.

### Властивості
Багато властивостей голоморфних функцій однієї змінної переносяться на випадок багатьох змінних.
- Суми, добутки, множення на скаляр, частки (коли дільник не рівний нулю в множині) голоморфних в множині функцій теж є голоморфними в цій множині.
- Голоморфні функції є нескінченно диференційовними і в розкладі в ряд Тейлора  коефіцієнти рівні{\displaystyle c_{k_{1},\ldots ,k_{n}}(z)={\frac {(z_{1}-a_{1})^{k_{1}}\cdots (z_{n}-a_{n})^{k_{n}}}{k_{1}!\cdots k_{n}!}}\,\left({\frac {\partial ^{k_{1}+\cdots +k_{n}}f}{\partial z_{1}^{k_{1}}\cdots \partial z_{n}^{k_{n}}}}\right)(a_{1},\ldots ,a_{n})}
- Якщо {\displaystyle f(z)} є голоморфною, то і {\displaystyle {\frac {\partial f}{\partial z_{k}}}} є голоморфною функцією.
- Якщо функція {\displaystyle f(z_{1},\ldots ,z_{n})=u(z_{1},\ldots ,z_{n})+iv(z_{1},\ldots ,z_{n})}є голоморфною, то дійсні функції {\displaystyle u,v} є плюрігармонічними.
- Нехай {\displaystyle f_{j}(z):U\to \mathbb {C} } є послідовністю функцій, що є голоморфними у відкритій множині {\displaystyle U\subset \mathbb {C} ^{n}}. Нехай дана послідовність рівномірно збігається до функції {\displaystyle f(z):U\to \mathbb {C} }. Тоді {\displaystyle f} є голоморфною у множині {\displaystyle U}.
- Якщо абсолютна величина голоморфної функції досягає локального максимуму у внутрішній точці своєї області визначення, то вона постійна (вважається, що область визначення зв'язна).
- Нехай {\displaystyle f(z)} є голоморфною {\displaystyle f\not \equiv 0} і {\displaystyle f(a)=0.} Тоді існує таке невироджене лінійне перетворення змінних, що в деякому околі точки a функція матиме вид:

{\displaystyle f(z_{1},\ldots ,z_{n})=h(z_{1},\ldots ,z_{n})\left(\sum _{j=0}^{k-1}g_{j}(z_{2},\ldots ,z_{n})(z_{1}-a_{1})^{j}+(z_{1}-a_{1})^{k}\right),}
де {\displaystyle h(z_{1},\ldots ,z_{n})} — голоморфна функція в зазначеному околі, ніде не рівна на ньому нулю, {\displaystyle g_{j}(z_{2},\ldots ,z_{n})} — голоморфні функції в n- 1 змінної в околі точки {\displaystyle (a_{2},\ldots ,a_{n})}, що рівні нулю в точці {\displaystyle a.}
- Наслідком з попередньої формули є те, що в малому околі довільного нуля голоморфної функції n змінних (не константи) розмірність простору нулів рівна  n- 1. Зокрема для голоморфних функцій більш, ніж однієї змінної ізольованих нулів немає.
- Узагальнена формула Коші. Визначивши замкнутий полікруг

{\displaystyle {\bar {D}}(z,r)=\{w=(w_{1},w_{2},\dots ,w_{n})\in {\mathbf {C} }^{n}\mid \vert z_{k}-w_{k}\vert \leqslant r_{k},\forall k=1,\dots ,n\}},
відкритий полікруг {\displaystyle D(z,r)} аналогічно лише зі строгими нерівностями і його остов
{\displaystyle T(z,r)=\{w=(w_{1},w_{2},\dots ,w_{n})\in {\mathbf {C} }^{n}\mid \vert z_{k}-w_{k}\vert =r_{k},\forall k=1,\dots ,n\},},
багатовимірний варіант формули Коші можна записати як: 
{\displaystyle f(w_{1},\ldots ,w_{n})={\frac {1}{(2\pi i)^{n}}}\int _{T(z,r)}{\frac {f(\xi )}{(\xi _{1}-w_{1})(\xi _{2}-w_{2})\cdots (\xi _{n}-w_{n})}}\,d\xi ,\;\;\;\forall (w_{1},\ldots ,w_{n})\in D(z,r).}